# Biserica Adormirea Maicii Domnului din Râmnicu Sărat
Biserica Adormirea Maicii Domnului este o ctitorie a lui Constantin Brâncoveanu și a unchiului său, spătarul Mihai Cantacuzino, situată în municipiul Râmnicu Sărat din județul Buzău, România. Este clasificată drept monument istoric, având codul  BZ-II-m-A-02463.01. Conform lucrării Râmnicul Sărat. Călăuza de O. Moșescu, clădirea a fost construită între 1690 și 1696.